# Pont Armando Emilio Guebuza
El pont Armando Emilio Guebuza és un pont a Moçambic que travessa el riu Zambezi. Connecta les províncies de Sofala i Zambézia. Era situat a la vila de Caia i tenia 2.736 metres de llarg i 16 metres d'ample, de manera que era el segon més llarg després del pont Dona Ana. La construcció va costar uns 80 milions de dòlars. Va rebre el nom per Armando Guebuza, aleshores president de Moçambic.

## Galeria

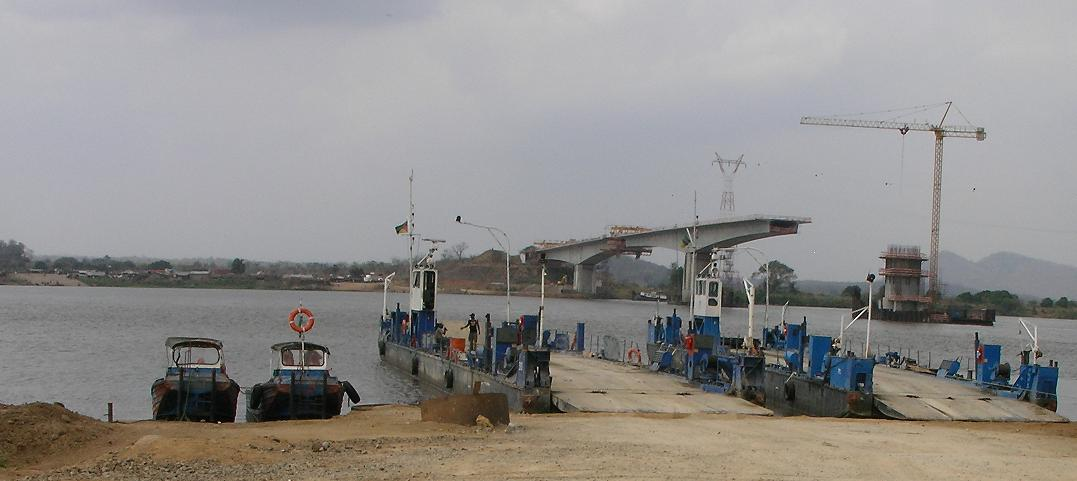
Sota construcció
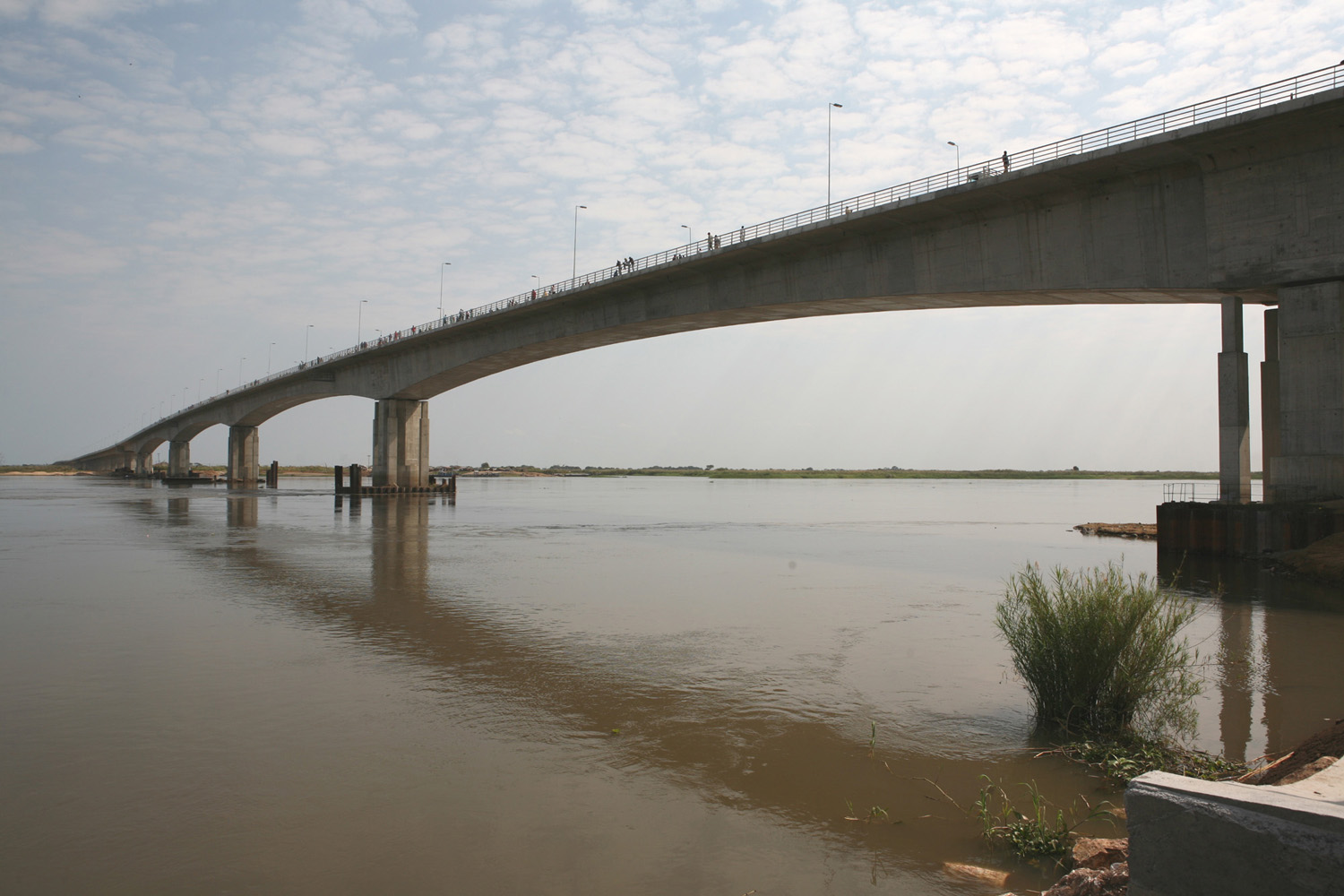
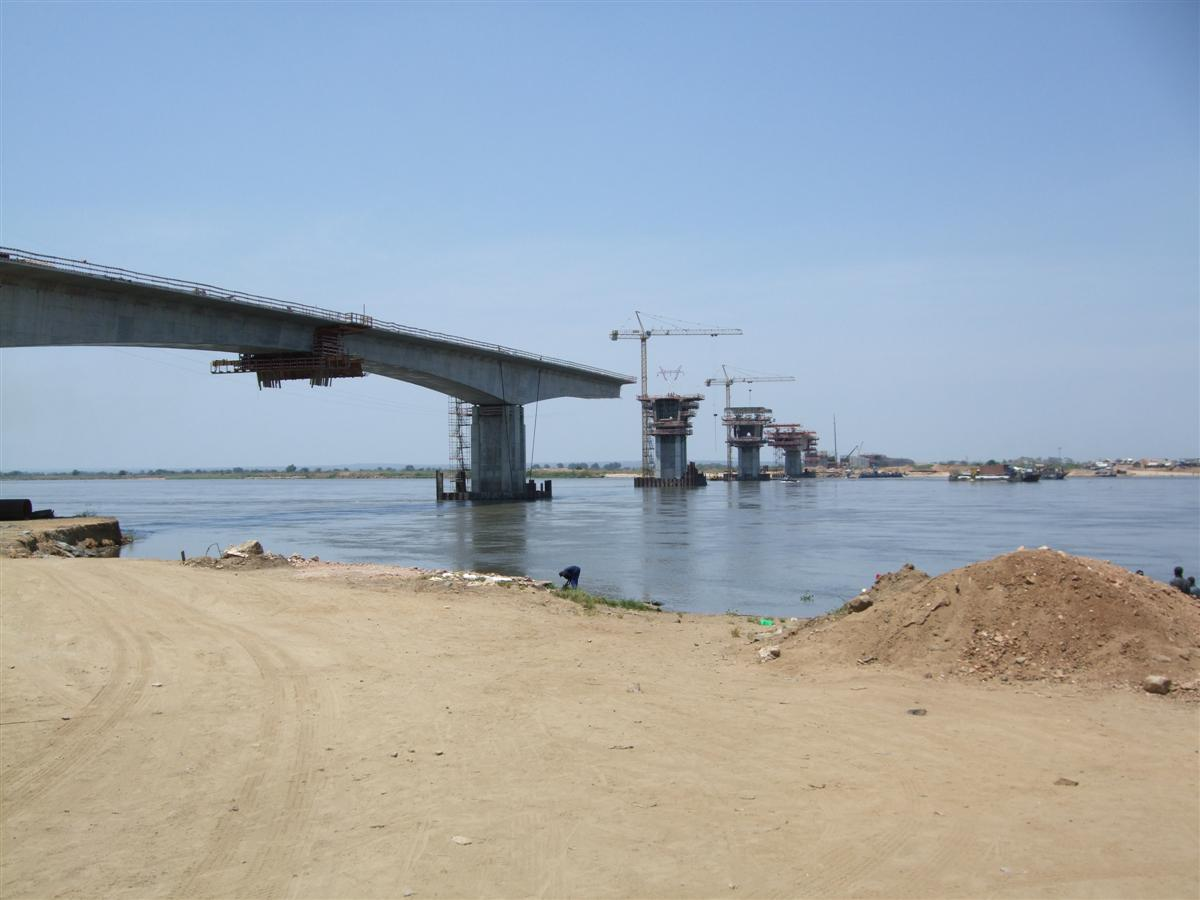